# Terina
Terina – kolonia Krotonu na południowo-zachodnim wybrzeżu Italii. Miasto założone zostało w VI wieku p.n.e.